# 2008–2009-es Izrael–Hamász-konfliktus
A 2008–2009-es Izrael–Hamász-konfliktus december 27-én eszkalálódott ismét aktív katonai konfliktussá, amikor Izrael megkezdte az „Öntött ólom” hadművelet (héberül: מבצע עופרת יצוקה ) végrehajtását, melynek céljául a Hamász Gázai övezetben található feltételezett fegyverraktárainak és egyéb fegyveres infrastruktúrájának – köztük az Egyiptom–Gázai övezet között fúrt több tucat föld alatti alagút – légicsapások módszerével történő megsemmisítését, illetve a rakétatámadások elhárítását és megelőzését tűzték ki. Az Izraeli Légierő légicsapásai megsemmisítették a Hamász gázavárosi kormányzati épületét, több alagútban a precíziós bombatámadások során másodlagos robbanásokat figyeltek meg a térségben járőröző pilóta nélküli felderítő repülőgépek. Ebből következtetni lehet arra, hogy a támadott alagutakban robbanóanyagok (fegyver és egyéb hadianyag, gépjármű-üzemanyag, palackozott földgáz stb.) is lehettek.
A hadművelet 8. napján, 2009. január 3-án szombaton az izraeli szárazföldi csapatok is megkezdték hadmozdulataikat a számukra kijelölt műveleti cél elérése érdekében. A behatolást szombat éjszaka kezdték meg, hogy kihasználják a villamos áram nélküli kivilágítatlan sötét területek adta harcászati előnyt. A kijelölt hadműveleti irányok két részre osztották a Gázai övezetet, több önálló áteresztési pontot állítva, ahol szigorú ellenőrzések után kelhettek csak át emberek és szállítmányok. A gázai települések egy része ellen január 5-éig nem intéztek szárazföldi csapásokat, ekkortól azonban aktív hadmozdulatokat kezdtek az izraeli csapatok. Január 6-án már egyáltalán nem volt engedélyezett átjárás az egyes műveleti övezetek között, viszont 7-étől három órás tűzszünetet vezettek be izraeli részről 12:00–15:00 között. A háromórás "ablak" célja az övezet határain veszteglő segélyszállítmányok bejutásának lehetővé tétele, illetve a halottak/sebesültek elszállítása, megelőzve az esetleges járvány kialakulását. A térségre jellemző módon azonban a tűzszünetet már első napján sem tartotta be egyik fél sem.

## Háttere

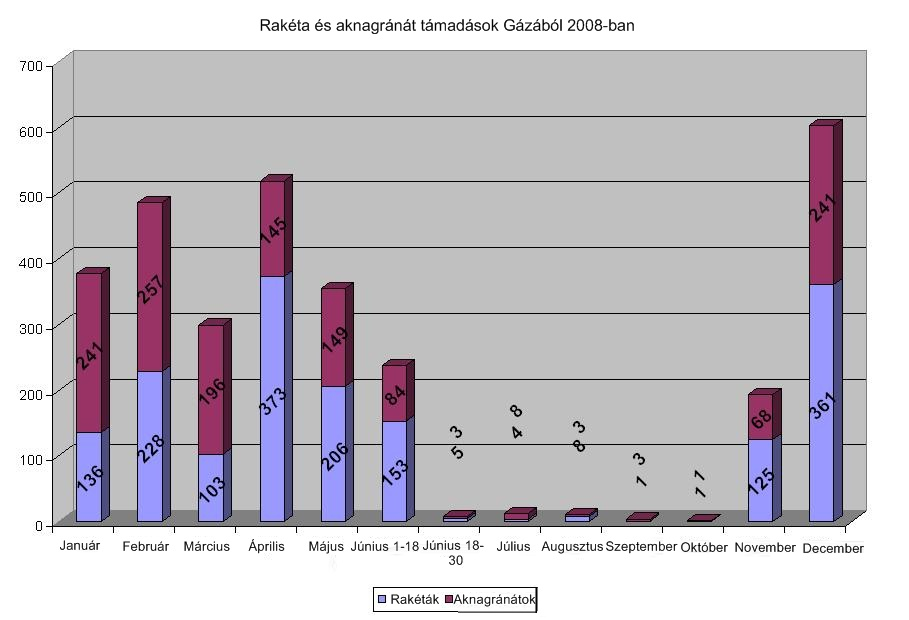
Rakéta- és aknagránát-támadások Gázából 2008-ban

Többszöri tárgyalás és egyeztetés után az izraeli csapatok 2005 szeptemberében kivonultak a Gázai övezetből, átadva azt a palesztinoknak. Az övezet politikailag a Palesztin Nemzeti Hatóság felügyelete alá került, amelyet a két legnagyobb palesztin frakció, a Fatah és Hamász közösen irányított. A 2006. január 26-án tartott helyhatósági választás végeredménye azonban felülírta a papírformát: a külföld által is elismert és belföldön is széleskörűen támogatott politikai tömörülés, a Fatah elvesztette azt. Érdekes tény, hogy a még választás napján végzett utolsó felmérés is a Fatah győzelmét jósolta, még 4 órával az urnák lezárása után is ezt a végeredményt jósolták az exit poll-eredmények.
Másnap, huszonhetedike reggelén azonban már rendelkezésre állt a végeredmény: nyert a Hamász. Még nem érték el a teljes feldolgozottságot, amikor már világossá vált, hogy a Hamász mandátumainak száma 70 felett járt, miközben a Fatahé maradt az előző esti 43-on. Az akkori kormány minisztereit nem lehetett elérni, a lakosság pedig behúzódott otthonaikba, jóllehet kijárási tilalmat senki sem rendelt el. Mindenki zavargásoktól tartott.
Mahmud Abbasz államfő a Hamász miniszterelnök-jelöltjét, Iszmail Hanijét kérte fel kormányalakításra. A választási eredményt és az új kormányt azonban nagyon kevés ország ismerte el, választási csalások híreitől visszhangzott a nemzetközi sajtó. Utólag azonban kiderült, hogy alaptalanul, ugyanis független vizsgálatok a választások jogszerűségét támasztották alá. Az izraeli kormány bejelentette, hogy nem hajlandó tárgyalófélként elismerni a szervezetet és kérte a nemzetközi közösséget, hogy szigeteljék el az újdonsült palesztin kormányt.
A győztes meglehetősen negatív nemzetközi megítélését addigi politikai és katonai tevékenységével vívta ki, az Amerikai Egyesült Államok és több más állam a mai napig terrorista szervezetként tartja nyilván a mozgalmat. Izrael lakossága azonban – mint oly sok más kérdésben is – megosztott volt, kell-e tárgyalni velük, vagy sem? Több felmérés azt bizonyította, hogy a zsidó lakosság többsége – főként a 20-30 évesek – a tárgyalások megkezdését támogatta. Mindehhez azonban feltételeket szabtak: a Hamász alakuljon „rendes” politikai párttá, ítélje el a terrorista cselekményeket, illetve elismerje el Izrael államot.
A feltételekből a párt azóta egyetlenegyet sem teljesített. Amíg ezek nem teljesülnek, a Knesszet befagyasztotta a palesztinok javára befolyt pénzösszegek, illetve a befolyt adók átutalását a Palesztin Hatóságnak. Gideon Meir miniszterelnöki szóvivő képviselte a 2006 januári hivatalos izraeli álláspontot: „Fel kell számolniuk az egész terrorista hálózatot, le kell adniuk az összes fegyvert és módosítaniuk kell az Izrael elpusztítására buzdító alkotmányt.” „A palesztinoknak dönteniük kell és ha a terrorizmus útját választják, mi megfelelő választ adunk.”. A választás estéjén fontolóra vett egységkormányzás sem valósult meg.
A két palesztin főpárt, a Fatah és a Hamász között annyira elmérgesedett a kapcsolat, hogy 2007. június 14-én a Hamász fegyveres úton számolt le a Fatahhal, és katonai erővel átvette a hatalmat a Gázai övezetben.
Palesztin harcosok már a 2005-ös izraeli kivonulást követő napokban Kasszám rakétákkal kezdték támadni a Gázai övezetből a közeli zsidó településeket, és a Hamász hatalomátvétele után a támadások intenzitása tovább erősödött. A rakétatámadások számtalan polgári halálos áldozattal jártak és az egyre nagyobb hatótávolságú rakéták egyre több izraeli lakos számára jelentettek állandó fenyegetést. Erre Izraelben minden településen növelték a szabad téri vasbeton óvóhelyek számát és minden veszélyeztetett területre légi riadót elrendelő rendszert építettek ki. Az óvóhelyek elérésére a riadó kezdete és a becsapódások között becslések szerint 15-60 másodperc áll rendelkezésre. A palesztin nemzet újbóli politikai kettészakadása után a Fatah Ciszjordániába szorult vissza. Ezzel a területtel Izrael továbbra is mérsékelt állásponton van.
Ugyan 2008. június 19-én, egyiptomi közvetítéssel Izrael és a Hamász tűzszünetet kötött egymással, de azt mindkét fél sorozatosan megsértette. A Hamász fegyveres tagjai 2008. december 9-én és 10-én is közel száz rakétát, aknagránátot lőttek ki Izrael állam déli részére. A fegyverszünetet a palesztin szervezet 2008. december 19-én formálisan is felmondta.
December 24-én reggel izraeli katonák három palesztin fegyverest sebesítettek meg az övezet északi részén, amint éppen egy újabb aknavetős támadásra készültek.
A készülő izraeli támadásra Cipi Livni izraeli külügyminiszter utalást tett, amikor december 25-én kairói látogatásakor arról is beszélt, hogy Izrael nem tűri tovább a Hamász gázai övezetbeli uralmát, és megállítja az újból felerősödött erőszakhullámot. A területen ugyanis ismét elszaporodtak az erőszakos cselekmények azóta, hogy december 19-én lejárt az izraeli kormány és a Hamász között júniusban kötött tűzszünet.

## Lefolyása

### December 27.
Az izraeli légierő F–16I Soufa vadászrepülőgépek, valamint AH–1 Cobra és AH–64 Apache harci helikopterek bevetésével légicsapást indított gázai Hamász célpontok ellen. A támadás következtében 228 ember vesztette életét és 780 sebesült meg. Az izraeli hatóságok közleménye szerint a támadás a csapást megelőző hetekben megerősödött, Dél-Izrael elleni rakétatámadásokra adott válasz volt.
A Hamász megtorlásképpen hetven rakétát és aknagránátokat lőtt ki izraeli célpontokra. A rakéták közül az egyik Netivot városát találta el, megölt egy izraeli állampolgárt, továbbá elpusztított egy házat és hat másik embert pedig megsebesített. Egy másik rakéta egy zsinagógát talált el, ahol megsebesített két embert, egyiküket súlyosan. Este szintén két embert sebesített meg egy rakéta Mivtahim izraeli közösségben.

### December 28.
Vasárnap Izrael huszonöt légicsapást mért a gázai övezet Hamász által használt épületeire, ezzel az áldozatok száma 287 halottra és 900 sebesültre emelkedett. Az egyiptomi külügyminiszter, Ahmed Aboul Gheit szerint a helyzetet tovább rontotta, hogy a Hamász visszautasította a sebesültek Gazából való elszállítását orvosi kezelésre. Az izraeli csapatok alagutakat bombáztak Rafah területén, amin a palesztinok ellátmányt, és Izrael szerint fegyvereket is csempésztek Egyiptomból Gázába. Az Izraeli Légierő által későbbi csapásokról közzétett videófelvételeken az alagutakban másodlagos robbanások is láthatók, ami szerintük nagy mennyiségű robbanóanyag jelenlétére utal.
A gázai övezetből tovább folytatódtak a rakétatámadások: három rakéta Ahdod városa közelében csapódott be. Ennek a támadásnak az volt a jelentősége, hogy korábban nem volt példa ilyen mélyre hatoló palesztin rakétatámadásra. Gázai lakosok Egyiptomba próbáltak átszökni és eközben palesztin fegyveresek megöltek egy egyiptomi határőrt. Izrael mozgósította 6500 tartalékosát.

### December 29.
Hétfőn az Izraeli Légierő hat különálló légitámadást indított a Gázai Iszlám Egyetem, a Hamász egyik kulturális szimbóluma ellen, bár az egyetemet már napokkal azelőtt evakuálták. A támadást azzal indokolták, hogy az egyetemi épületekben rakétákat, robbanóanyagokat és olyan elektronikai berendezéseket készítettek, melyeket a Hamász aktivistái használtak Izrael elleni támadásaik során. Továbbá az egyetemen milicisták összejöveteleket tartottak és fegyvereiket is ott tárolták. Az Associated Press szerint a halálos áldozatok száma reggelre 315-re emelkedett. A Nemzetközi Vöröskereszt szerint a gázai kórházakat elárasztották a sebesültek, akikkel az orvosok képtelenek voltak megbirkózni.
Izraelben Askelon városába csapódott egy BM–21 Grad rakéta, ami megölt egy izraeli-arab építőmunkást és komolyan megsebesített három embert.
Izraeli harckocsik sorakoztak fel a gázai övezet határán. A Hamász válaszként azzal fenyegetőzött, hogy izraeli kormánytagokat fog meggyilkoltatni.

### December 30.
Folytatódtak az izraeli légicsapások, találat ért öt minisztériumi épületet, újra az Iszlám Egyetemet, egy Hamász sportközpontot, az egyik Hamász parancsnok otthonát (bár ő nem tartózkodott otthon) és a Népi Ellenállás Bizottság (Popular Resistance Committees) elnevezésű terrorista csoport irodáit. 10 áldozatot jelentettek.
A december 27. óta tartó légi és tengeri hadműveletek „az első szakaszt jelentik a továbbiak előtt, amelyeket már szintén jóváhagyott a biztonsági kabinet” – jelentette ki Ehúd Olmert izraeli miniszterelnök, Simon Peresz államfővel tartott találkozója után.
A nagyobb hatósugarú rakéták jelentette fenyegetés hatására Izrael zárva tartotta iskoláit Gáza határától körülbelül 30 kilométer sugarú körön belül. A lakosoknak azt javasolták, hogy maradjanak a házaikban. Izrael kijelentette, hogy engedélyezni fogja, hogy több teherautó juttasson nemzetközi segélyszállítmányt Gázába.
A Hamász rakétákat indított el Beer-Sheva izraeli város felé, az egyik rakéta egy óvodát talált el, komoly károkat okozva.
A Hamász-harcosok 24 Khasszam-rakétát és 11 aknagránátot lőttek Izraelbe Gázából.

### December 31.
Miután 10 rakétát és aknagránátot lőttek Gázából Izraelbe, Ehúd Olmert kijelentette, hogy Izrael továbbra is reagálni fog a folyamatos rakétatámadásokra.
A reggel folyamán még két rakétát indítottak, Gázából Beer-Sheva városára; a rakéták közül az egyik egy iskolában ért földet, az épületben komoly kárt keletkezett, de áldozatok nem voltak, az izraeli a hatóságok az iskolákat már kiürítették (lásd feljebb).
Az izraeli kormány rendkívüli ülésén irreálisnak ítélte azt a francia javaslatot, hogy 48 órás tűzszünetet kössön a Hamásszal, a Gázai övezetre vonatkozóan.  A külügyminisztérium szóvivője azt mondta, a javaslat nem tartalmaz semmilyen garanciát arra, hogy a Hamász erre az időre leállítja rakétatámadásait. „Tárgyalunk különböző felekkel abból a célból, hogy komoly tervet dolgozzunk ki a tartós tűzszünetre.” – jelentette ki Mark Regev izraeli kormányszóvivő.

### Január 1.
Folytatódtak az izraeli légicsapások, a Gázai parlament épületét, továbbá az oktatási és igazságügyi minisztérium irodáit érte találat, négy halottról és 25 sebesültről érkeztek hírek. A Hamász 10 rakétát indított el Beer-Sheva és Asdod izraeli városok felé, az utóbbi városban az egyik rakéta egy lakóépületet talált el.
Az Izraeli Légierő támadásában életét vesztette Nizar Rayyan, a Hamász egyik katonai és vallási vezetője, a hadműveletben másik 6 ember is életét vesztette, további 30 megsebesült.

### Január 2.
A Hamász a „harag napjának” nyilvánította ezt a napot és felszólította a ciszjordániai és kelet-jeruzsálemi palesztinokat, hogy tömegtüntetésekkel tiltakozzanak a Gázai övezet elleni izraeli hadműveletek miatt. A felhívásra tüntetések zajlottak az egész iszlám világban, nem csak a kijelölt területeken. A megmozdulások a pénteki ima után kezdődtek Teheránban, Kairóban, Ammánban, Damaszkuszban, Kartúmban, a palesztin területeken, Kabulban és Jakartában. A jordániai fővárosban, Ammánban több százan tartottak békés tüntetést az izraeli nagykövetség közelében, a külképviselet bezárását és az izraeli nagykövet kiutasítását követelve. Kairóban rohamrendőrök lezárták az al-Azhar mecsetet, ahova nagygyűlést hirdettek meg, így a tiltakozó megmozdulásra érkezők meg sem közelíthették az épületet. Szíria fővárosában, Damaszkuszban minimum kétezren, Szudán fővárosában, Kartúmban több százan, az afgán fővárosban, Kabulban közel háromezren, a legnagyobb török városban, Isztambulban legalább ötezren, az iráni fővárosban, Teheránban mintegy hatezren tüntettek. A tiltakozó megmozdulásokon szent háborúra szólították fel a muzulmánokat, Izrael és az Amerikai Egyesült Államok elleni jelszavakat kiabáltak, izraeli és amerikai zászlókat égettek. Ciszjordániában palesztinok tízezrei tüntettek, Kelet-Jeruzsálemben, csak kisebb megmozdulások voltak.
Ezen a napon az izraeli pilótáknak 20 célpontjuk volt: palesztin rakétakilövő állások, egy légvédelmi rakétákat szállító teherautó, fegyverraktárak, valamint egy fegyvercsempészésre használt alagút. Izrael taktikájának megfelelően előzetesen telefonál az adott célponthoz vagy hanggránátok kilövésével figyelmezteti a hamarosan bekövetkező légi csapásra a környéken lakókat, ezáltal próbálja csökkenteni a civil áldozatok számát. Továbbá az izraeli repülőgépek röpcédulákat is szórnak le, telefonszámmal és e-mail címekkel, melyeken a rakétakilövő állásokról lehet bejelentést tenni.

### Január 3.
Folytatódtak az izraeli légitámadások, az egyik támadásban életét vesztette a Gázai övezetben Abu Zakaria al-Dzsamál, a Hamász fegyveres szárnyának egyik magas rangú vezetője és egy másik támadásban Mohammad al-Dzsammal, a Hamász katonai szárnyának gázavárosi parancsnoka. Izraeli források szerint a 40 éves férfi (Mohammad al-Dzsammal) volt felelős az összes, „Gázavárosból és környékéről indított rakétatámadásért”.
George W. Bush, az Amerikai Egyesült Államok elnöke terrorista cselekménynek nevezte a Hamász rakétatámadásait, továbbá felszólította „mindazokat, akik erre képesek”, hogy nyomást gyakoroljanak a radikális palesztin szervezetre, hogy az szüntesse be a Gázai-övezetből izraeli területekre irányuló rakétatámadásait. Az elnök most beszélt először nyilvánosság előtt a konfliktusról.
Izrael még az éjszaka folyamán nagyszabású szárazföldi offenzíva elkezdésére készül a gázai övezetben
A The Times vezető londoni napilap értesülése szerint az egyheti légi támadás után az izraeli hadsereg szárazföldi alakulatai harckocsi-támogatással készülnek benyomulni Gázába, hogy felszámolják a Hamász katonai szárnyát.
A Times információ helyesnek bizonyultak: az izraeli televíziós csatornák ezen a napon képeket közöltek arról, ahogy az izraeli katonák bevonultak a palesztin területre az est leszállta után, először a harcok kezdete óta. Az izraeli hadsereg azokat a területeket foglalata el, melyről a rakétákat szokták indítani Izrael állam ellen. Az izraeli védelmi minisztérium engedélyt kapott a kormánytól több tízezer önkéntes behívására, a Háárec című izraeli lap szerint.

### Január 4.
Az izraeliek többek között az egykori zsidó település, Necarim környékén tartózkodnak, körülbelül három kilométerre Gázavárostól. Itt húzódik a Gázai-övezet fő észak-déli közlekedési útvonala, a hadsereg így akarja korlátozni a palesztin terroristák szabad mozgását, akik rakétákat lőnek ki Izraelre. Az izraeli hadsereg egyik szóvivője szerint elsősorban az övezet északi részét támadják, hogy elpusztítsák a rakéta-kilövőállásokat, de délen is bevonultak Gázába, hogy elpusztítsák a Hamász alagútjait, melyeken keresztül Egyiptomból fegyvert csempésznek. Palesztin orvosi források szerint 23 palesztin vesztette életét éjfél óta az izraeli szárazföldi hadműveletben. Gázavárosban minimum 5 civil személy meghalt és 40 megsebesült keletkezett a belvárosi üzleti negyedet ért tüzérségi támadásban.

### Január 5.
Az izraeli hadsereg részlegesen körülzárta Gázavárost – közölte az izraeli védelmi miniszter Ehúd Bárák. A hírt a szemtanúk beszámolói is megerősítették. Este heves összecsapások zajlottak Gáza városában, az izraeli hadsereg és a Hamász között. Szemtanúk szerint több palesztin harcos összecsapott az izraeli katonákkal a város keleti részén fekvő Sudzsáíja negyedben, ahonnan több robbanást is hallottak. Egy izraeli katonai forrás is megerősítette, hogy kemény harcot folytatnak a szóban forgó körzetben.
Magyarország két családot, 13 embert ment ki a Gázai övezetből, mindkét családban van magyar állampolgár is. A két családot a magyarországi diplomatáknak köszönhetően izraeli területen keresztül Jordániába szállították. A segítséget kérő két családon kívül még egy harmadik palesztin-magyar család is él Gázában, de ők nem akarták elhagyni az övezetet.
Súlyos felelősség terheli a Hamászt a Gázai övezetben élő palesztinok szenvedéseiért – jelentette ki Nicolas Sarkozy francia miniszterelnök abban az interjúban, amely három libanoni napilapban jelent meg.

### Január 6.
Az izraeli hadsereg két részre osztotta a Gázai övezetet, továbbá teljesen körülzárta Gáza városát – közölte ma reggel az izraeli védelmi miniszter, Ehúd Bárák. „Egyetlen ország sem engedheti meg, hogy egy terrorszervezet megkeserítse polgárai életét.” – tette hozzá a Hamász rakétatámadásaira utalva.
Legalább 30 ember vesztette életét (az első hírek még 40 emberről szóltak, de aztán pontosították az adatokat) és 55-en sebesültek meg, amikor az izraeli tüzérség – más források szerint a légierő – eltalált egy ENSZ által vezetett iskolát Gázában, közölték az ENSZ hivatalnokok. Sok palesztin lakos menekült előzőleg az övezet északi részén fekvő Dzsabalíjában az ENSZ által működtetett iskola épületébe, mert úgy gondolták, hogy ott biztonságban vannak az övezetben dúló harcok ellenére is. Szemtanúk és egy izraeli katonai szóvivő szerint nem sokkal az izraeli csapásmérés előtt palesztin fegyveresek az iskola környékéről aknavetőkből lőtték a Gázai övezetben tartózkodó izraeli katonák állásait. Ez egybevág a Hamász azon taktikájával, hogy kórházakban, nemzetközi intézmények közelében (mint az ENSZ-szervezetek és a Nemzetközi Vöröskereszt), civilek által sűrűn lakott helyeken keresnek menedéket, tartanak találkozókat, állomásoztatják csapataikat, abban reménykedve, hogy így nem támadják meg őket.
„Meggyőződésem, hogy létezik megoldás, és nem vagyunk messze tőle.” – mondta Nicolas Sarkozy francia miniszterelnök a Dél-Libanonban lévő Tírusz városában, francia békefenntartóknál tett látogatásakor.
„A lakosság nyomasztó és válságos helyzetben van a tíz napja, szünet nélkül folyó harcok miatt” – mondta a Vöröskereszt Nemzetközi Bizottságának műveleti igazgatója. A palesztin lakosság nem tud elmenekülni a területről, a mentők mozgását nagyon nehéz összeegyeztetni a harcoló felekkel, így gyakran későn érnek a helyszínre. A kórházak már régen megteltek sebesültekkel, akiket sokszor gyógyszerek hiányában nem tudnak ellátni. A víz- és a gázellátás sok helyütt megszűnt, az áramellátás is akadozik.

### Január 7.
Izrael „humanitárius folyosót” nyitott a Gázai övezetben, hogy eljuthassanak a segélyek a rossz helyzetben lévő palesztin lakossághoz – jelentette be az izraeli miniszterelnöki hivatal hajnalban. „A humanitárius válság megelőzésének érdekében Ehúd Olmert miniszterelnök úgy döntött, hogy elfogadja a biztonságért felelős vezetők javaslatát egy humanitárius folyosó megnyitására a Gázai övezetben, hogy segítsenek a lakosságnak” – áll a Védelmi Minisztérium közleményében.
Továbbá Izrael azt is bejelentette, hogy minden nap három órára felfüggeszti (helyi idő szerint 12:00-tól 15:00-ig) a Gázai övezetben folyó hadműveleteit, hogy kinyithassanak a boltok, eltemethessék a halottakat és lehetőség nyíljon a segélyek eljuttatására az emberekhez, de az esetleges palesztin tüzet keményen viszonozni fogják. A Hamász sem indít támadást az adott időpontban. „Nem indul egyetlen rakéta sem ebben a három órában” – mondta Damaszkuszban Mussa Abu Marzuk, a Hamász egyik szóvivője.

### Január 8.
3 vagy 4 rakéta csapódott be Galilea nyugati részén, mindössze 5 kilométerre a libanoni határtól, két sebesültről érkezett hír. Válaszul az izraeli tüzérség lövéseket adott le, azokat a helyeket lőtték, ahonnan a rakétákat indították. Az akcióért senki sem vállalta a felelősséget, katonai források arról számoltak be, hogy a támadók Libanonban működő palesztin fegyveresek voltak, és valószínűleg „elszigetelt akcióról” van szó.
Reggelre legalább 40 célpontot bombáztak az izraeli harci gépek a Gázai övezetben. A légi támadások célpontja ismét elsősorban az Egyiptommal határos Rafah városa volt, ahol a fegyvercsempészek által használt alagutak találhatók.
A Hamász ígéretével ellentétben megsértette a „humanitárius tűzszünetet”, a Gázai övezetből több rakétát is kilőttek Izraelre 13 óra óta. Legalább négy rakéta csapódott be izraeli területre, egyebek mellett Askelón és Szderót városokba. A Hamász kijelentette, hogy nem tartja elfogadható alapnak a tartós gázai tűzszünetre kidolgozott francia-egyiptomi javaslatot – közölte egy palesztin szóvivő Damaszkuszban. A Hamász több damaszkuszi székhelyű palesztin szervezettel közösen döntött a kérdésben. Döntésüket azzal indokolták, hogy szerintük a javaslat lehetővé teszi az „izraeli agresszió” folytatását. A szervezetek továbbá elutasították a nemzetközi erők vagy megfigyelők jelenlétét is.

### Január 9.
Az ENSZ Biztonsági Tanácsa elfogadta a gázai övezeti háborúról szóló határozatot, amelyben azonnali tűzszünetre és az izraeli csapatok teljes kivonására szólít fel. Az 1860-as számú határozatot 14 igen szavazattal hagyta jóvá a testület, az Amerikai Egyesült Államok tartózkodása mellett.
Az izraeli hadsereg arról számolt be, hogy palesztinok újabb 14 rakétát lőttek ki a Gázai övezetből Izrael területére, az egyik becsapódó rakéta egy embert könnyebben megsebesített. A hadsereg szerint a Grad típusú rakétákat részben a Gázai övezettől 40 kilométerre fekvő Beér-Sevára, részben Asdod térségére lőtték ki.
Az izraeli kormány közölte, hogy a hadsereg folytatja gázai övezeti hadműveletét az ENSZ Biztonsági Tanácsának (BT) határozata ellenére.
„A hadsereg folytatja cselekményeit az Izrael állampolgárok védelmében, és végrehajtja a küldetést, ahogy azt parancsba kapta” – közölte Ehúd Olmert miniszterelnök hivatala.
A kormánynyilatkozat szerint „a reggeli palesztin rakétatámadások jól mutatják, hogy a BT tűzszüneti felhívása megvalósíthatatlan, s ahhoz a gyilkos palesztin szervezetek sem fognak csatlakozni.”

### Január 10.
A Gázai övezetre ma ledobott röplapok arra figyelmeztették a helyi lakosokat, hogy Izrael fokozni fogja, a támadás erejét. A hadsereg nyilatkozata szerint az „általános figyelmeztetésnek” szánt röpcédulák „a terror elleni háború új szakaszát” jelentik.
Izrael megsemmisítette a Gázai övezetben a Hamász egy katonai parancsnokát. Palesztin és izraeli források szerint az illető Amír Manszi volt, a gázai palesztin kormány távközlési miniszterének, Juszef Manszinak a fia. Manszival akkor végzett egy gyalogsági egység, amikor éppen aknagránátok kilövését készítette elő izraeli területek felé.
Európában tüntetések zajlottak a háború ellen:
- London

A tiltakozások délben a Hyde Parkban kezdődtek. A megmozdulás támogatói között van London volt munkáspárti polgármestere, Ken Livingstone és Brian Eno énekes. Livingstone kijelentette: „a brit kormánynak és az Európai Uniónak rá kell bírnia Izraelt, hogy vessen véget az öldöklésnek”. Vasárnap zsidó szervezetek készülnek béketüntetésre a brit fővárosban.
- Németország

Több mint 20 ezren tüntettek az izraeli hadjárat ellen. A legnagyobb megmozdulást Duisburgban tartották: tízezren – többségben török származásúak – tüntettek a Milli Görüs Iszlám Közösség felhívására. Berlinben 2500-an, zömében palesztinok, a baden-württembergi Freiburgban török iszlám szervezetek felhívására körülbelül 2500-an, Mainzban mintegy 5000-en tiltakoztak. További tüntetések voltak Münchenben, Drezdában, Tübingenben és Stuttgartban az ottani palesztin és/vagy török közösségek felhívására.
- Párizs

Párizsban ma délután kezdődött a tömegtüntetés, amelyre a szervezők 20-30 ezer embert vártak. A rendezvényre a rendőrség is nagy erőkkel készült, 3800 emberét mozgósította.
- Görögország

Görögország nagyvárosaiban is tüntettek baloldali és palesztin szervezetek felhívására. Athénban és Thesszaloníkiben mintegy kétezren sürgettek szolidaritást Palesztinával.

### Január 11.

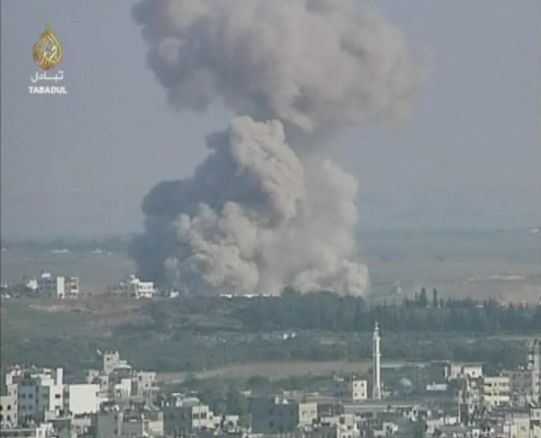
Rakétatámadás

Szemtanúk szerint az izraeli légierő és tüzérség Gázaváros elleni támadásokat hajtott végre a települése több részén. Súlyos harcok bontakoztak ki Gázavárostól keletre, ahol a Hamász fegyveresei páncéltörő rakétákkal és aknagránátokkal támadtak az előrenyomuló izraeli csapatokra. A hadsereg válaszul harckocsikkal és harci gépekkel támadta az iszlamista fegyvereseket.
Az izraeli légierő röpcédulákat dobott le palesztin településekre, a katonai hadművelet kiszélesítésére figyelmeztetve a lakosságot, arra intve a palesztinokat, hogy tartsák magukat távol a Hamász fegyvereseitől, és ne segítsenek nekik.
15 ezer Izrael-párti tüntető vonult London központjába, a békéért és az Izraelt érő palesztin rakétatámadások beszüntetéséért demonstrálva. A megmozdulás színhelye a Trafalgar tér volt. Felszólalt Sir Jonathan Sacks, a 300 ezres brit zsidó közösség országos főrabbija, aki hangsúlyozta: „a brit zsidóság egyetért azokkal, akik azt szeretnék, hogy a palesztin gyerekek a békébe vetett reménységgel nőhessenek fel, és a palesztinok emberhez méltó körülmények között élhessenek.” Jonathan szerint a gázai palesztin lakosság mostani szenvedéseinek elkerüléséhez mindössze annyi lett volna szükséges, hogy a térséget uraló Hamász mozgalom ne indítson rakétatámadásokat Izrael ellen.

### Január 12.

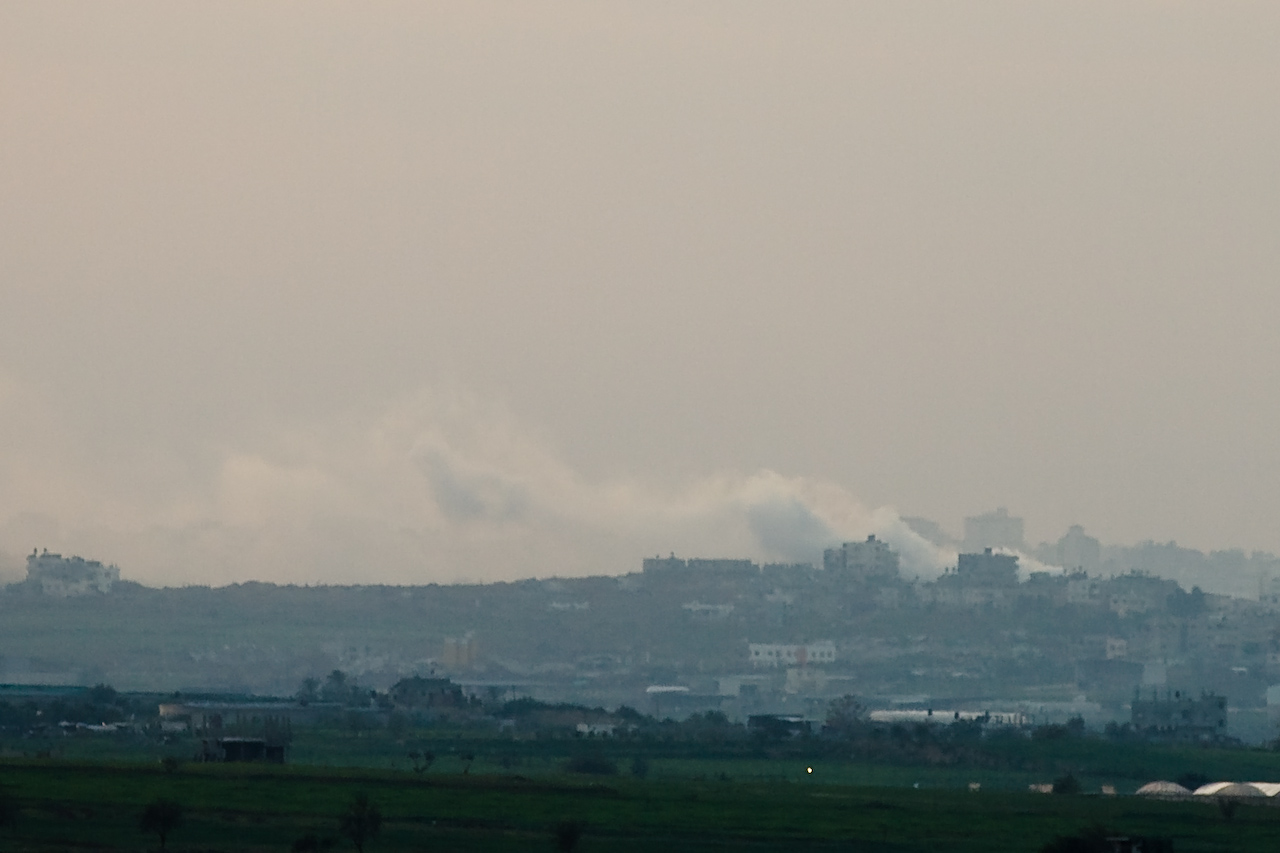
Füst Gáza felett január 12-én

Az izraeli harci gépek 12 gázai övezeti célpontra mértek csapást a mára virradó éjszakán – jelentette ki az izraeli hadsereg szóvivője. A célpontok ismét a Hamász harcosainak otthonaiban létesített fegyverraktárakat, a Gázai övezet és Egyiptom határa alatt ásott csempészalagutakat és az iszlamista szervezet harcosainak csoportjait támadta a légierő – mondta szintén a szóvivő.
Gázaváros központja felé három irányból is megindultak az izraeli tankok. Eddig az izraeli hadsereg inkább csak a települések határából lőtte a gázai városokat. Helyszíni beszámolók szerint a Gázavárosban nyomuló tankok ellenállásba ütköztek.

### Január 13.

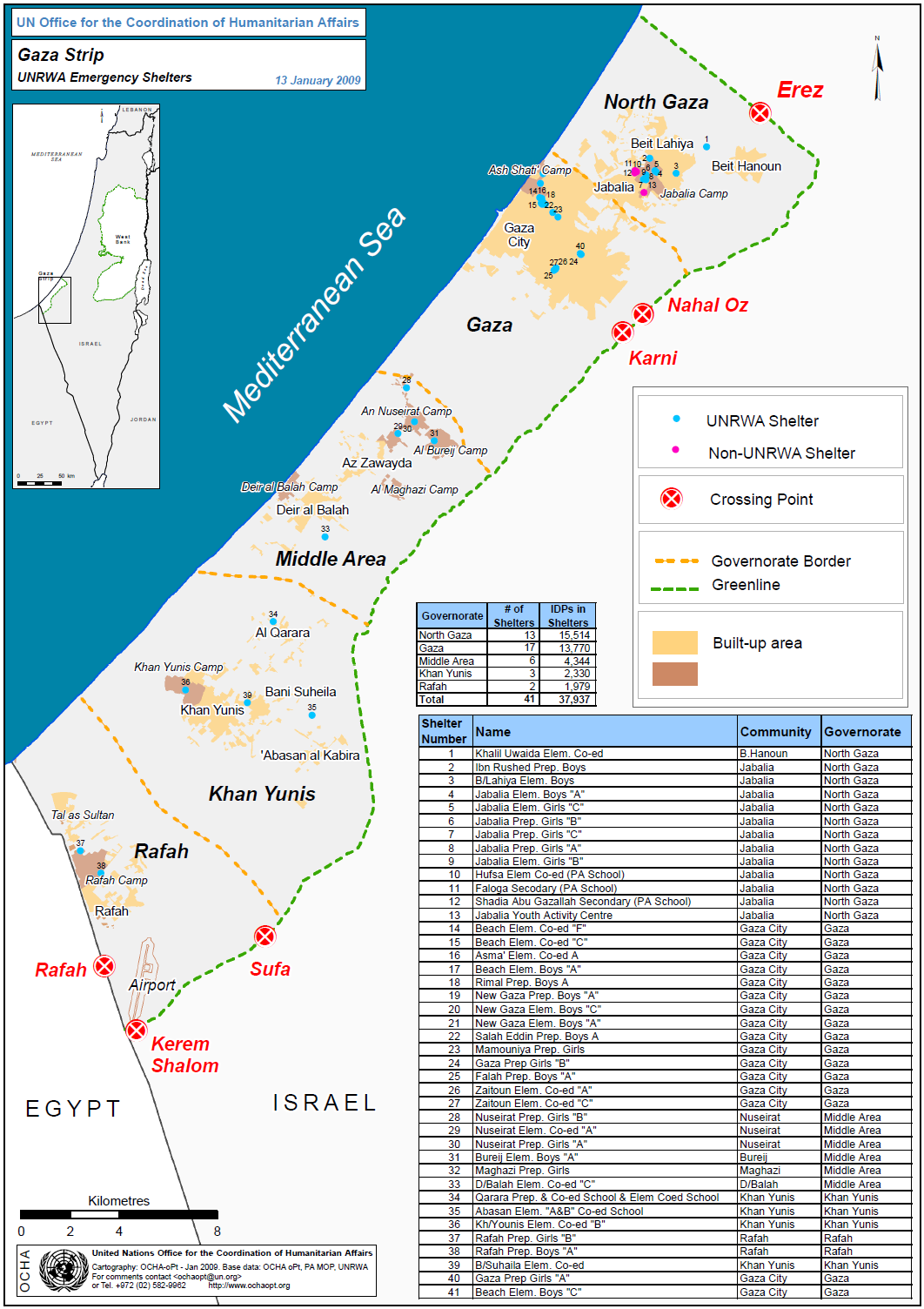
A gázai övezet január 13-án

Az izraeli hadsereg mára virradóra is folytatta az előrenyomulást Gázavárosban. A szemtanúk beszámolói szerint keleten és délen három városnegyedben voltak összecsapások, a katonák a tüzérség és a légierő támogatásával harcoltak a Hamász fegyveresei ellen. Az izraeli hadsereg egyik szóvivője is megerősítette, hogy az éjszaka folyamán is folytatódtak a harcok Gáza város több negyedében, de részleteket nem közölt. Ejal Eizenberg dandártábornok az újságíróknak nyilatkozva azt mondta, hogy „ az izraeli hadsereg nem áll, nyomul előre, és szorosabbra vonja a hurkot a város körül.”
Pan Gimun ENSZ-főtitkár ma kezdődő közel-keleti útja során nem kíván találkozni a Hamász iszlamista palesztin szervezet vezetőivel. Ezt maga Mun közölte elutazása előtt tartott New York-i sajtótájékoztatóján. Hozzátette, hogy kizárólag a palesztinok nemzetközileg elismert vezetőjével, Mahmúd Abbász elnökkel fog tárgyalni. „A Hamász vezetőinek a palesztin nép jövőjére kell gondolniuk” – tette hozzá. Mun egyhetes közel-keleti körútja során nyomást akar gyakorolni az izraeli és a térségbeli vezetőkre, hogy véget érjen a gázai háború. Körútját Kairóban kezdi, ahol az egyiptomi vezetőkön kívül találkozik Amr Muszával, az Arab Liga főtitkárával. Ezután Jordániába látogat, majd csütörtökön Jeruzsálemben, illetve Rámalláhban tárgyal. Ban Ki Mun rövid látogatást tesz Törökországban és Libanonban, de felkeresi Szíriát és Kuvaitot is.
Zavartalanul zajlott le ma délután az izraeli nagykövetség elé szervezett Izrael-párti tüntetés. A délután három órára meghirdetett demonstráció kezdetére mintegy 600 ember gyűlt össze. Mészáros István, kijelentette, hogy „a Gázai offenzíva nem a palesztin nép, hanem a szélsőséges Hamász ellen irányul, a szervezetnek már sok száz izraeli civil halála szárad a lelkén és sajátjait is feláldozza propagandaharcokra”. „Nehogy az agresszort nevezzék áldozatnak” – tette hozzá az SZDSZ-es képviselő, aki szerint csoda, hogy Izrael ennyit várt az önvédelemmel. Az izraeli nagykövet a Jobbik reakciójával kapcsolatban (a párt többek közt azt javasolta, hogy Magyarország függessze fel a diplomáciai kapcsolatokat Izraellel) azt mondta: „az antiszemita csoportok az egész világon arra használják a beavatkozást, hogy Izraelt támadják, és ez Magyarországon sincs másként. Ezek azonban marginális hangok.”

### Január 14.
Az Izraeli Légierő mára virradó éjszaka összesen hatvan célpontra mért légicsapást: az izraeli média szerint harmincöt fegyvercsempész-alagutat lőttek, és számos fegyverraktárt bombáztak.
Múlt hét csütörtök után ma reggel ismét rakétákkal lőttek észak-izraeli célpontokra Libanonból. Az izraeli rendőrség szerint három rakéta zuhant lakatlan területekre, senki nem sérült meg. Libanoni biztonsági források szerint Izrael, válaszul nyolc aknát Dél-Libanonra.

Az EU kész megfigyelőket küldeni a Gázai övezethez, a nemzetközi misszió ugyanis nagy segítséget nyújthat a két fél álláspontjainak a közeledéséhez – mondta ma Karel Schwarzenberg, az EU soros elnökségét ellátó Csehország külügyminisztere Strasbourgban, az Európai Parlament vitájában.
Mindkét fél részéről sürgős és az eddiginél nagyobb erőfeszítésekre van szükség ahhoz, hogy sikerüljön megteremteni a békés egymás mellett élés lehetőségét, biztonságos és kölcsönösen elismert határok között.
A Nemzetközi Vöröskereszt elnöke Jakob Kellenberger „drámainak” nevezte a gázai humanitárius helyzetet. „Nem győzöm eléggé hangsúlyozni: alapvető fontosságú, hogy a felek a konfliktusban tiszteletben tartsák a humanitárius jog elveit és szabályait, mindenekelőtt azt az elvet, hogy nem támadnak civilekre.” – mondta Jeruzsálemi sajtótájékoztatóján.

### Január 15.
Palesztin fegyveresek rakétákat löttek a Gázai övezetből Izrael déli részére. Az izraeli hadsereg szerint 14 rakéta csapódott be reggel az ország déli területeire, de személyi sérülés nem történt.
Szemtanúk beszámolói szerint a katonák előrenyomultak a palesztin város sűrűn lakott belső kerületeinek irányába. Egyelőre nem tudni, hogy csak átmeneti előretörésről van-e szó, vagy megkezdődött a Gázai övezetet uraló Hamász szervezet elleni, december 27. óta tartó izraeli hadművelet tervezett harmadik szakasza, amely az övezet városközpontjainak elfoglalását tervezte előre. Izraeli harckocsik tucatjai és a légierő harci helikopterei támogatták a behatoló katonákat. Szintén a szemtanuk elmondása szerint, kemény harcok törtek ki az izraeli katonák és palesztin fegyveresek között: a palesztin harcosok aknavetőkkel és páncéltörő rakétákkal lőttek a behatoló izraeliekre, az izraeli harckocsik lövegei pedig viszonozták a tüzet. Számos lövedék lakóházakba csapódott, riadt palesztin családok százai menekültek a város központja felé.
Azonnali és tartós tűzszünet elrendelését, valamint a humanitárius segélyek beengedését kérik, és a „két nép, két állam” elv érvényesítését javasolják az Európai Parlament képviselői a Gázai övezet válságos helyzetének megoldására- áll az EP ma megszavazott (tegnap megvitatott) állásfoglalásban.
A Sin Bét egységei az izraeli légierő bevonásával csapást mértek arra a házra, amelyben Szájid Szijjám, a Gázai övezetbeli Hamász-kormány belügyminisztere rejtőzött. „A célpontot eltaláltuk” – közölte a izraeli hadsereg szóvivője, a közlését a Hamász televíziója is megerősítette.

### Január 16.
Egy izraeli katonai szóvivő szerint január 16-ra virradó éjjel mintegy negyven légitámadást hajtottak végre az izraeli harci gépek gázai célpontok ellen. E célpontok között volt hat fegyveres Hamász-csoport, egy feltehetőleg fegyverraktárnak használt észak-gázai mecset, négy csempészalagút és két harcállás.
Izrael közölte, hogy a gázai offenzíva „utolsó szakaszába léphet”. Mark Regev kormányszóvivő – utalva arra, hogy Izrael képviselői Kairóban és Washingtonban tárgyalnak a Hamász tűzszüneti ajánlatáról – kijelentette: „Remélhetőleg az utolsó felvonásban vagyunk.”
Riadókészültségbe helyezték az izraeli rendőrséget Jeruzsálemben, miután a Hamász immár harmadik alkalommal hirdette meg a „harag napját”, vagyis az Izrael elleni tüntetéseket. A hadsereg 48 órára teljes zárlatot rendelt el, az intézkedés ma nulla órától van érvényben. Több ezer rendőrt és határőrt vezényeltek Kelet-Jeruzsálembe.
Ámosz Gilád, az izraeli védelmi miniszter főtanácsadója ma Kairóban ismertette a kormány álláspontját az egyiptomi közvetítőkkel. „A folyamatban fölmerült akadály szombat estig vagy vasárnapig nem tűnik el, így addig szóba sem jöhet a fegyvernyugvási egyezmény véglegesítése.” – mondta Gilád. „A Hamász nem fogadja el a gázai tűzszünetre vonatkozó izraeli feltételeket, és a végsőkig folytatja a fegyveres ellenállást” – jelentette ki Háled Mesaal, a Hamász Damaszkuszban élő vezetője. A politikus a katari Dohában, a Gázai övezetben folyó háború megvitatására tartott arab csúcsértekezleten fejtette ki szervezet álláspontját és felszólította a jelenlévőket, hogy szakítsanak meg minden kapcsolatot Izraellel. A csúcsra az Arab Liga 22 tagállamából mindössze 13 jött el: az ülésről távol maradt Egyiptom és Szaúd-Arábia államfője, és feltehetően az ő nyomásukra még további arab országok. Továbbá üresen maradt a Palesztin Hatóság elnökének, Mahmúd Abbásznak a széke is. Viszont részt vett Irán elnöke, Mahmud Ahmadinezsád, valamint a Hamász magas rangú vezetői.

### Január 17.
Izrael a gázai offenzíva leállítását tervezi, miután már elérte a kitűzött célokat – mondta egy neve elhallgatását kérő, magas rangú jeruzsálemi, illetékes. Ehhez még szükséges az izraeli biztonság kabinet jóváhagyása, ami magyar idő szerint délután fél hétkor ült össze. Az ülést követően Ehúd Olmert izraeli miniszterelnök még az esti órákban üzenetet intézett az ország lakosságához, melyben egyoldalú tűzszünetet jelentett be. „Elértük a kitűzött célokat, és még annál is többet.” – mondta. A Hamász várhatóan nem teszi le a fegyvert, amíg követelései nem teljesülnek.
ENSZ hivatalnokok közlése szerint két gyermek, egy öt és egy hétéves vesztette életét, amikor az izraeli tüzérség eltalált egy ENSZ-iskolát, ahol több száz menekült húzta meg magát. Az izraeli külügyminisztérium-szóvivője, azt mondta még várják az információkat az esettel kapcsolatban.
„Valahányszor meglátom ennek a nőnek a képét, azt kívánom, hogy bárcsak valaki golyót eresztene belé.” – jelentette ki Ahmad Dzsannati iráni ajatollah. Az iszlám vallási méltóság a pénteki ima alkalmával beszélt Cipi Livniről.

### Január 18.
Azonnali, egy hétre szóló tűzszünetet jelentettek be ma a Hamász és gázai övezetbeli fegyveres szövetségesei, ezt az egy hetet adva Izraelnek, hogy kivonja csapatait a területről. A palesztin szervezetek azt is követelik, hogy Izrael nyissa meg a Gázai övezet határátkelőit, hogy biztosíthassák a terület lakosságának az ellátását. Az izraeli hadsereg már korábban azt közölte, hogy nem veszik fontolóra a csapatkivonást mindaddig, amíg a Hamász és a többi fegyveres szervezet nem szünteti be a harcokat. Mark Regev izraeli kormányszóvivő ma úgy fogalmazott, hogy az állam „nem tárgyal a Hamásszal. A Hamász nem tárgyalópartner.”
Gázavárosán belüli és akörüli kulcspozíciókból vonultak ki az izraeli erők, a Gázai övezet és Izrael határtérségébe húzódva vissza a tűzszünet életbe lépése nyomán – közölték szemtanúk, majd a hadsereg is bejelentette, hogy fokozatos visszavonulás kezdődött.
Izrael tábori klinikát nyitott vasárnap a gázai övezeti határ mentén az ostromlott övezet betegeinek és sebesültjeinek kezelésére. Jichák Hercog népjóléti és szociálisügyi miniszter közölte, hogy a klinika „a lehető legtöbb rászorulót fogja kezelni Gáza lakóinak jóléte érdekében.”
Tizenöt rakétát lőttek ki Izrael felé palesztin fegyveresek a Gázai övezetből, ebből nyolc célt ért az egyoldalú tűzszünet érvénybe lépése óta és ezek közül öt rakéta csapódott be vasárnap reggel a dél-izraeli Szderót városába – közölte egy izraeli katonai szóvivő. A támadást az Iszlám Dzsihád radikális palesztin csoport vállalta magára. Válaszul
az izraeli harci gépek csapást mértek vasárnap egy gázai rakétakilövő állásra. Izraeli részen károkról, sérülésekről eddig nem érkezett jelentés. Ehúd Olmert izraeli miniszterelnök már az egyoldalú tűzszünet bejelentésekor közölte: ha a Hamász továbbra is rakétákkal lövi Izraelt, erővel fognak válaszolni. Olmert a vasárnapi kormányülés elején kijelentette: „A Hamasz ma reggel ismét bebizonyította, hogy a tűzszünet törékeny és percről percre újra kell értékelni.” Olmert azt is hozzátette: az izraeli hadsereg kivonulásának feltétele, hogy a palesztin fegyveresek beszüntetik rakétatámadásaikat. A kormányfő kijelentette Iránra utalva, hogy ha Izrael ellenségeinek továbbra is van kedve háborúzni, Izrael készen áll. Benjámin Ben Eliezer izraeli infrastruktúra-miniszter, a biztonsági kabinet tagja a katonai rádióban úgy nyilatkozott, hogy minden bizonnyal lesznek „elszigetelt incidensek”. „Legalább 2-3 napra van szükség, hogy a harcok teljesen megszűnjenek és a Hamász megértse, hogy átléptünk egy új forgatókönyvbe.” – tette hozzá.
Elégtelennek nevezte az izraeli egyoldalú tűzszünetet a Kairóban tárgyaló Mahmúd Abbász palesztin elnök, a Hamász riválisának, a Fatah mozgalomnak a vezetője. „A tűzszünet fontos, szükséges, de elégtelen. Teljes egészében vissza kell vonni az izraeli csapatokat a Gázai övezetből, és újra meg kell nyitni az átjárókat, hogy lehetővé tegyék a segélyek eljutását a gázai palesztin néphez.” – szögezte le Abbász Hoszni Mubárak egyiptomi elnökkel való megbeszélései után.

### Január 19.
Az övezetben hétfőre virradóra már második napja tart a fegyvernyugvás. Egy izraeli katonai szóvivő úgy nyilatkozott, hogy minden csendes, egész éjszaka nem tapasztaltak semmilyen mozgolódást.
Izrael engedélyezte kétszáz kamionnyi humanitárius segély, illetve 400 ezer liter üzemanyag bevitelét a Gázai övezetbe. A segélyszállítmány élelmiszerből és gyógyszerekből áll.
Az izraeli hadsereg az új amerikai elnök keddi beiktatásáig kivonult a Gázai övezetből, közölték hétfőn nevük elhallgatását kérő izraeli tisztségviselők. Ez az első hivatalos közlés a kivonulás időpontjáról azóta, hogy Izrael szombaton egyoldalúan tűzszünetet vállalt a gázai konfliktusban.

### Január 21.
Az izraeli csapatok befejezték a kivonulást a Gázai övezetből.

### Utóélete
A övezetből való kivonulás után is indulnak rakéták izraeli felé, amelyre az izraeli hadsereg szórványos légitámadásokkal válaszol, bár Ehúd Olmert miniszterelnök kilátásba helyezett egy „aránytalanul nagy válaszcsapást”.

## Reagálások

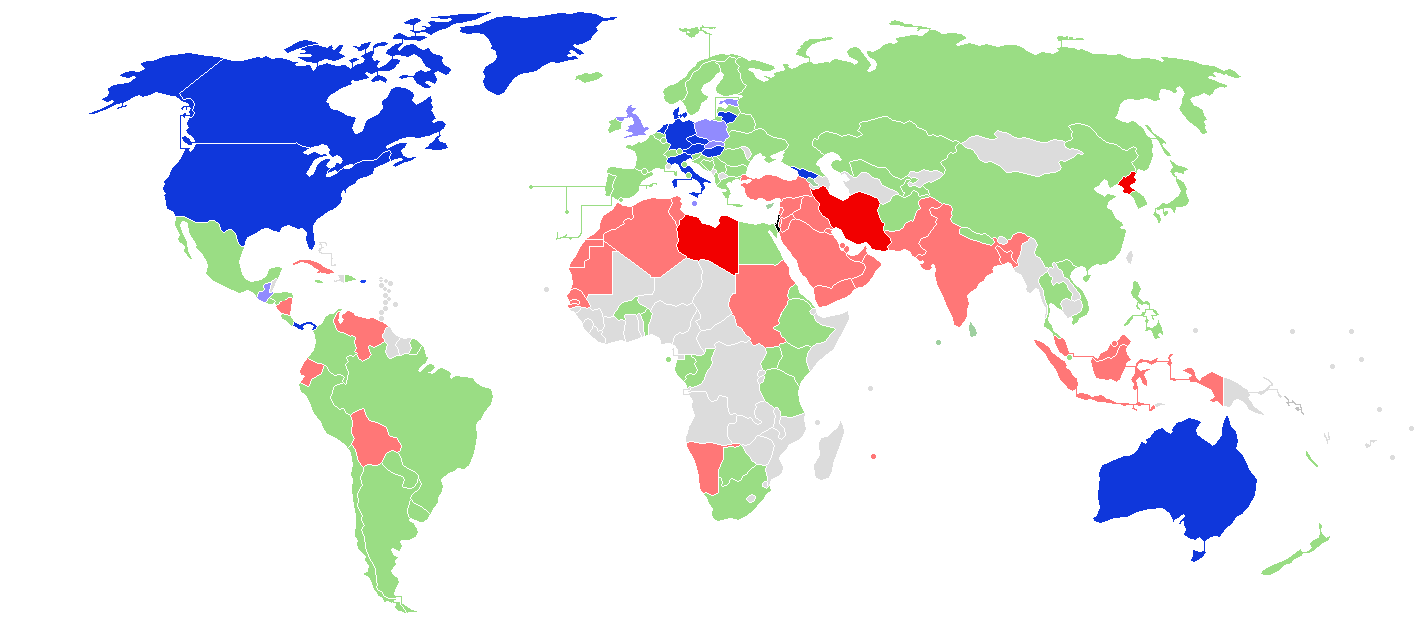
Reagálások:
Államok, amelyek támogatják Izraelt, vagy csak a Hamászt ítélik el
Államok, amelyek ellenzik az izraeli akciót.
Államok, amelyek elítélik az ellenségeskedést és azonnali tűzszünetet kérnek mindkét oldaltól.
Államok, amelyek nem nyilatkoztak.

2009 januárjában világszerte Izrael-ellenes demonstrációk zajlottak, amelyeken a hadműveletek leállítását követelték a tüntetők. Válaszul több nagyvárosban Izrael-párti tüntetéseket szerveztek helyi zsidó aktivisták. Például, Athénban a rendőrségnek könnygázt kellett bevetnie az izraeli nagykövetségnél demonstráló palesztin-párti tüntetők ellen. Szalonikiben az amerikai nagykövetség előtt szintén tüntetésre került sor.
Magyarországon is több tüntetés zajlott Izrael akciója ellen mérsékelt és radikális szervezetek szervezésében. 2008. január 13-án Izrael-párti tüntetésre szintén sor került Budapesten.

### Érintett felek
| Felek      | Reagálás |
| ---------- | --- |
| Izrael     | Az izraeli miniszterelnök Ehúd Olmert közlése szerint megpróbálják elkerülni a civilek bántódását a hadműveletek közben, kizárólag a Hamász álltál használt épületeket lövik. Az izraeli kormányszóvivő nyilatkozata szerint:„A katonai fellépés addig folytatódik, amíg Izrael déli részén meg nem szűnik a terrorfenyegetettség, amit a mindennapos rakétatámadások jelentenek.” |
| Palesztina | A palesztin miniszterelnök Mahmoud Abbas elítélte a támadásokat és józanságra intette a feleket. Kairóba tett látogatásakor azt is mondta, hogy a Hamász elkerülhette volna a háborút. |
| Hamász     | Iszmáíl Hanije, a Hamász gázai vezetője, ronda mészárlásnak nevezte a támadást. A Hamász Damaszkuszi vezetője Khaled Meshal, bosszúval fenyegetőzött. |

### Nemzetközi szervezetek
| Szervezet    | Reagálás |
| ------------ | --- |
| Arab Liga    | Az Arab Liga december 28-ára tervezett egy rendkívüli ülést, hogy megvitassa a történteket, de a találkozót elhalasztották 2009. január 2-ára, A január 15-ei csúcsról az ülésről hiányzott sok ország vezetője, még a határozóképességhez szükséges 15 tagállam sem jött el. |
| Európai Unió | Javier Solana az Európai Unió Tanácsának főtitkára, az Unió közös kül- és biztonságpolitikájának főképviselője azonnali fegyverszünetet és maximális józanságot kért mindkét féltől.                                                                                          |
| ENSZ         | Ban Ki Moon az ENSZ főtitkára elítélte Izraelt, a hadsereg a túlzott támadásáért, de a Hamászt is bírálta folyamatos rakétatámadásaiért. Emellett azt követelte, hogy a humanitárus segélyeket és orvosi csapatokat engedjék be az övezetbe.                                  |
| ENSZ BT      | Az ENSZ Biztonsági Tanácsa december 28-án kiadott egy közleményt melyben mindennemű erőszak megállítását kérte. |
| ENSZ BT      | Az ENSZ Biztonsági Tanácsa 2009. január 3-án, helyi idő szerint 19 órakor ülésezik New Yorkban. |

### Országok reakciói
| Ország                    | Reagálás |
| ------------------------- | --- |
| Amerikai Egyesült Államok | Az Egyesült Államok elítéli a Hamász rakétatámadásait, amit mindenképpen le kell állítani, de szintén arra ösztönzik Izraelt, hogy kerülje el a polgári áldozatokat. „Hisszük abban, hogy ha leállnak az Izrael elleni rakétatámadások vége lesz az erőszaknak.” – Zalmay Khalilzad, az Egyesült Államok ENSZ-nagykövete. |
| Oroszország               | Oroszország az erőszak azonnali beszüntetésére szólította fel mindkét oldalt: Az orosz külügyminiszter szerint „Oroszország folytatja erőfeszítéseit, hogy véget érjen az erőszak spirálja, ez ugyanis elengedhetetlen feltétele a tárgyalások útjában álló nehézségek felszámolásának.”                                  |
| Venezuela                 | Venezuela elnöke, Hugo Chávez népirtásnak minősítette az izraeli hadsereg cselekményeit és Venezuela 2008. január 6-án kiutasította az országból az izraeli nagykövetet, majd 2008. január 15-én megszakította diplomáciai kapcsolatait Izraellel.                                                                        |

### Magyarország álláspontja
A magyar diplomácia több alkalommal is állást foglalt a konfliktussal kapcsolatban, mindannyiszor Izrael-barát álláspontra helyezkedett. A Magyar Külügyminisztérium 2008. december 29-én kelt állásfoglalásában Izrael önvédelemhez való jogát hangsúlyozza. A hivatalos magyar álláspont szimbolikusan is kifejezésre jutott, amikor a magyar külügyminiszter Göncz Kinga magyarországi zsidó vezetőket fogadott 2009 januárjában. Ugyanakkor a külügyminiszter a találkozón azt is jelezte, hogy az izraeli válaszcsapás mértékét aránytalannak tartja.